# Rikiba
Rikiba est une commune rurale située dans le département de Tougo de la province du Zondoma dans la région Nord au Burkina Faso.

## Géographie
Rikiba est situé à 9 km au sud-ouest du centre de Tougo, le chef-lieu du département, et à 25 km au sud-est de Gourcy et de la route nationale 2.

## Économie
Le village possède un important marché permettant les échanges commerciaux du secteur.
Rikiba a été équipé, en 2016 par l'ONG Fondation Énergies pour le Monde, d'une centrale photovoltaïque produisant 16 kWc pour environ 250 clients.

## Santé et éducation
Rikiba accueille un centre de santé et de promotion sociale (CSPS) tandis que le centre médical avec antenne chirurgicale (CMA) de la province se trouve à Gourcy.
Rikiba possède une école primaire publique en dur avec trois salles de classe.